# 德里红堡
德里红堡（简称：红堡，Red Fort、Lal Qil'ah、Lal Qila）位于印度德里，莫卧儿帝国时期的皇宫，自沙贾汗皇帝时代开始，莫卧儿首都自阿格拉迁址于此，並將此地作為皇宮，直至1856年。
红堡属于典型的莫卧尔风格的伊斯兰建筑，位于德里东部老城区，紧邻亚穆纳河，因整个建筑主体呈红褐色而得名。红堡有护城河环绕，东北角为建于1546年萨林加尔古堡（Salimgarh），四面环以厚重的围墙。围墙为石质，总长度约2500米，高度临亚穆纳河一侧稍低，临德里主城区偏高，从16米至33米不等。

## 主要建筑
- 拉合尔门（Lahori Gate）
- 德里门（Delhi Gate）
- 市场（Chhatta Chowk）
- 鼓楼（Naubat Khana）
- 觐见宫（Diwan-i-Aam）
- 天堂之溪（Nahr-i-Bihist）
- 宝宫（Mumtaz Mahal）：设有考古博物馆
- 彩宫（Rang Mahal）
- 内宫（Khas Mahal）
- 枢密宫（Diwan-i-Khas）
- 皇家浴室（Hammam）
- 阶井（Baoli）
- 珍珠清真寺（Moti Masjid）
- 钻石宫（Hira Mahal）
- 流水花园（Hayat Bakhsh Bagh）
- Princes' quarter

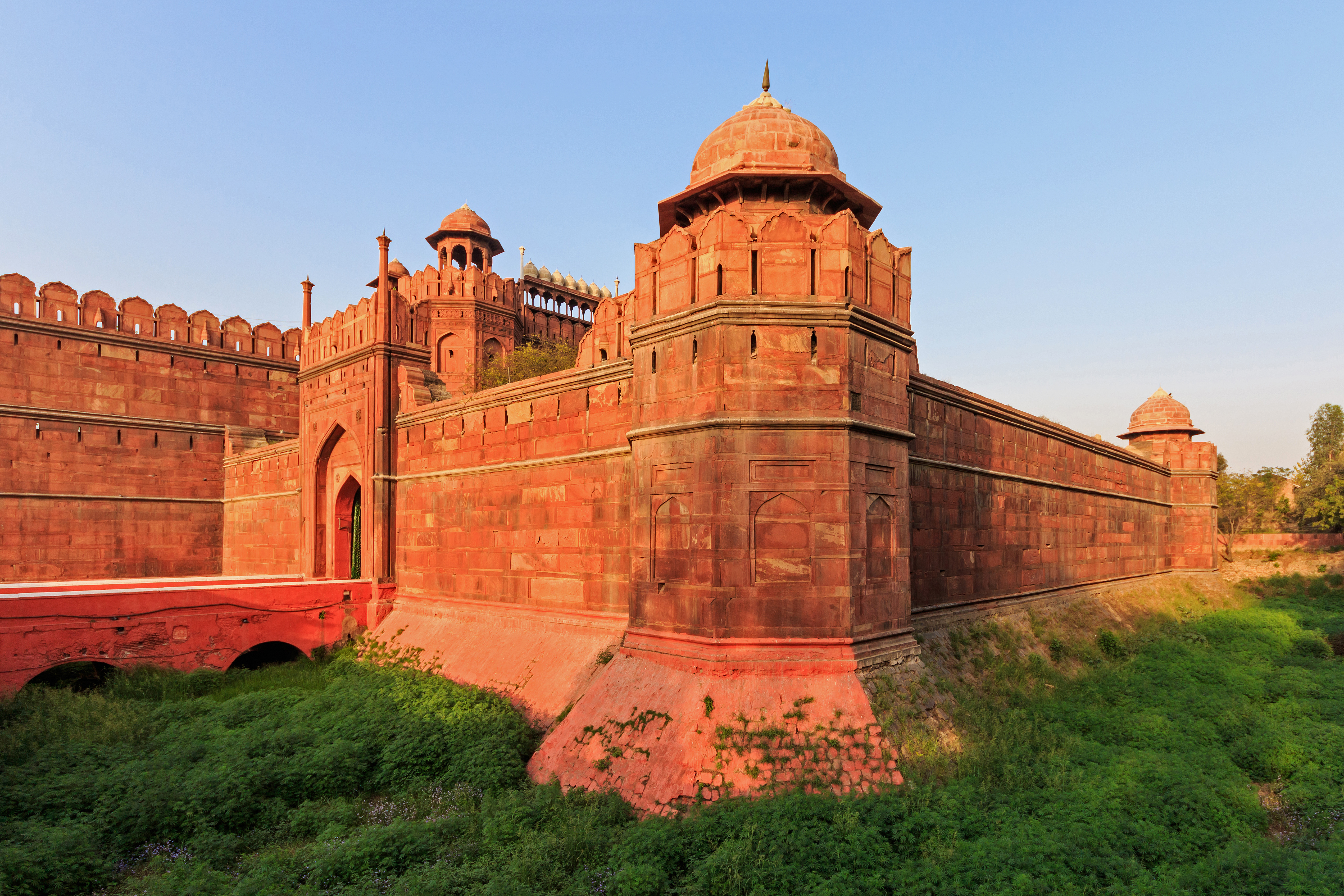
德里门
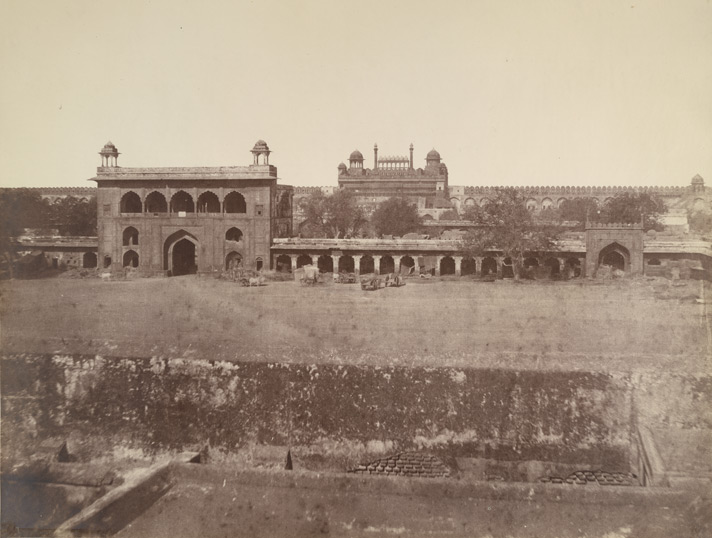
鼓楼
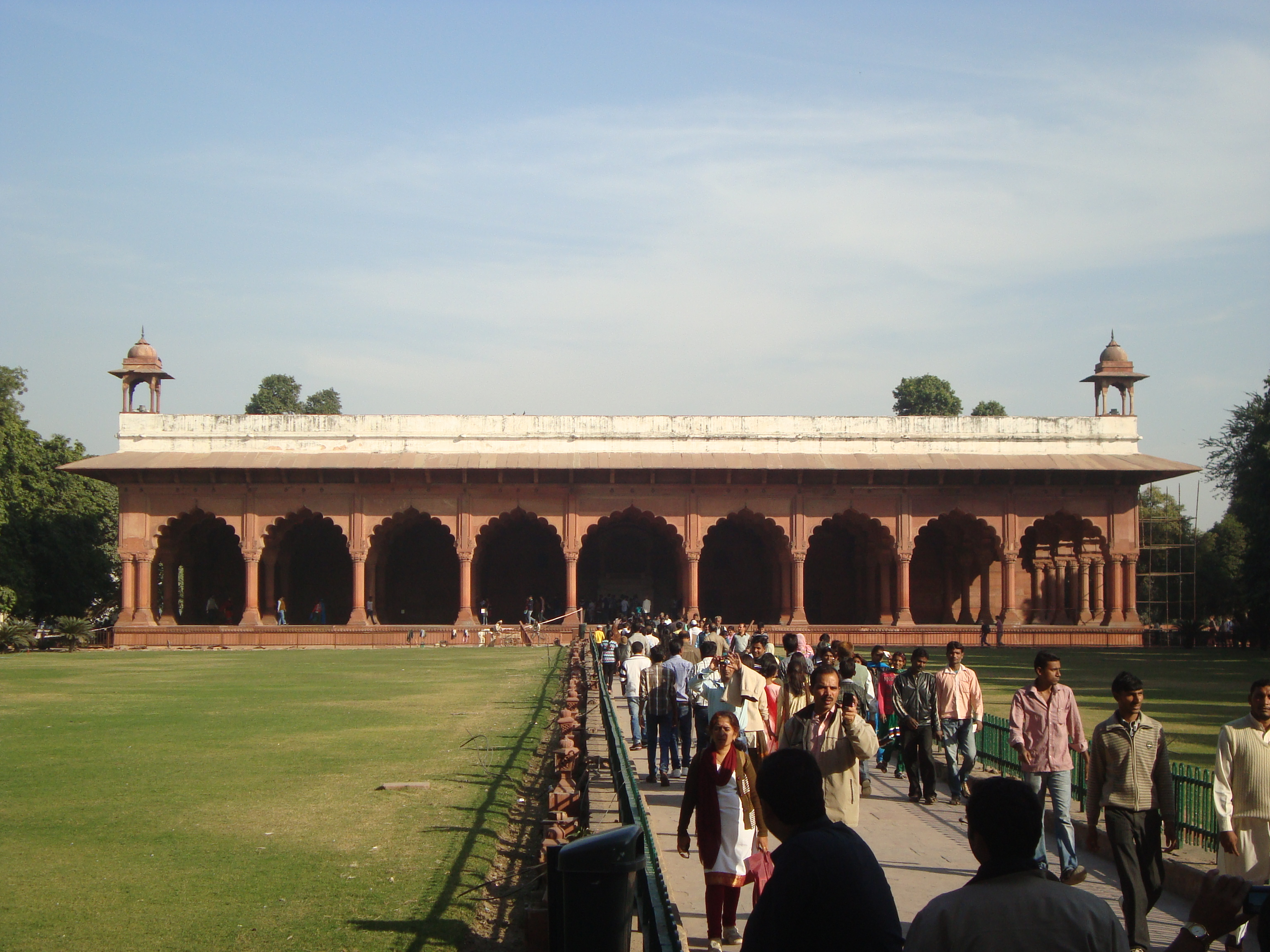
觐见宫
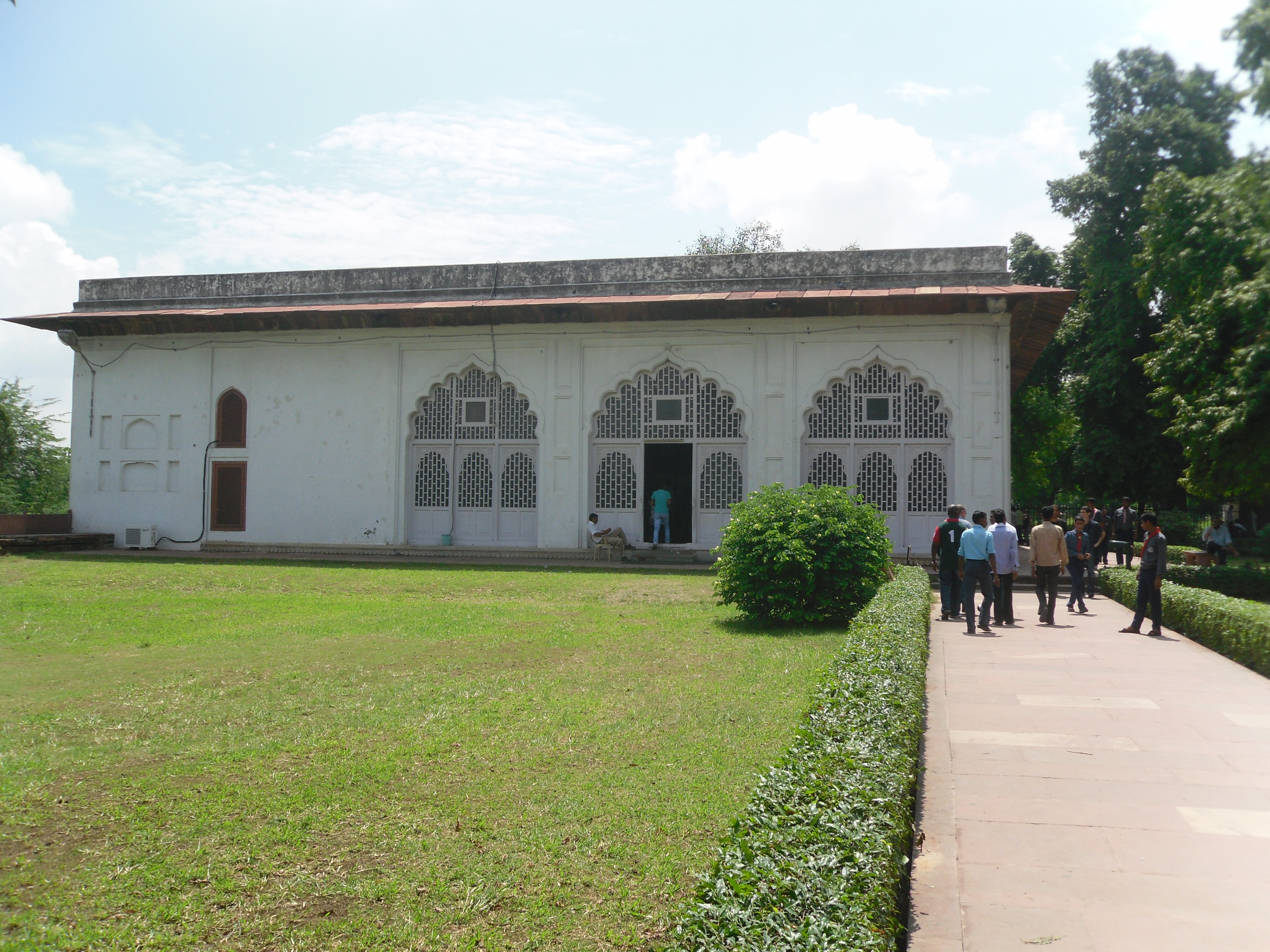
宝宫
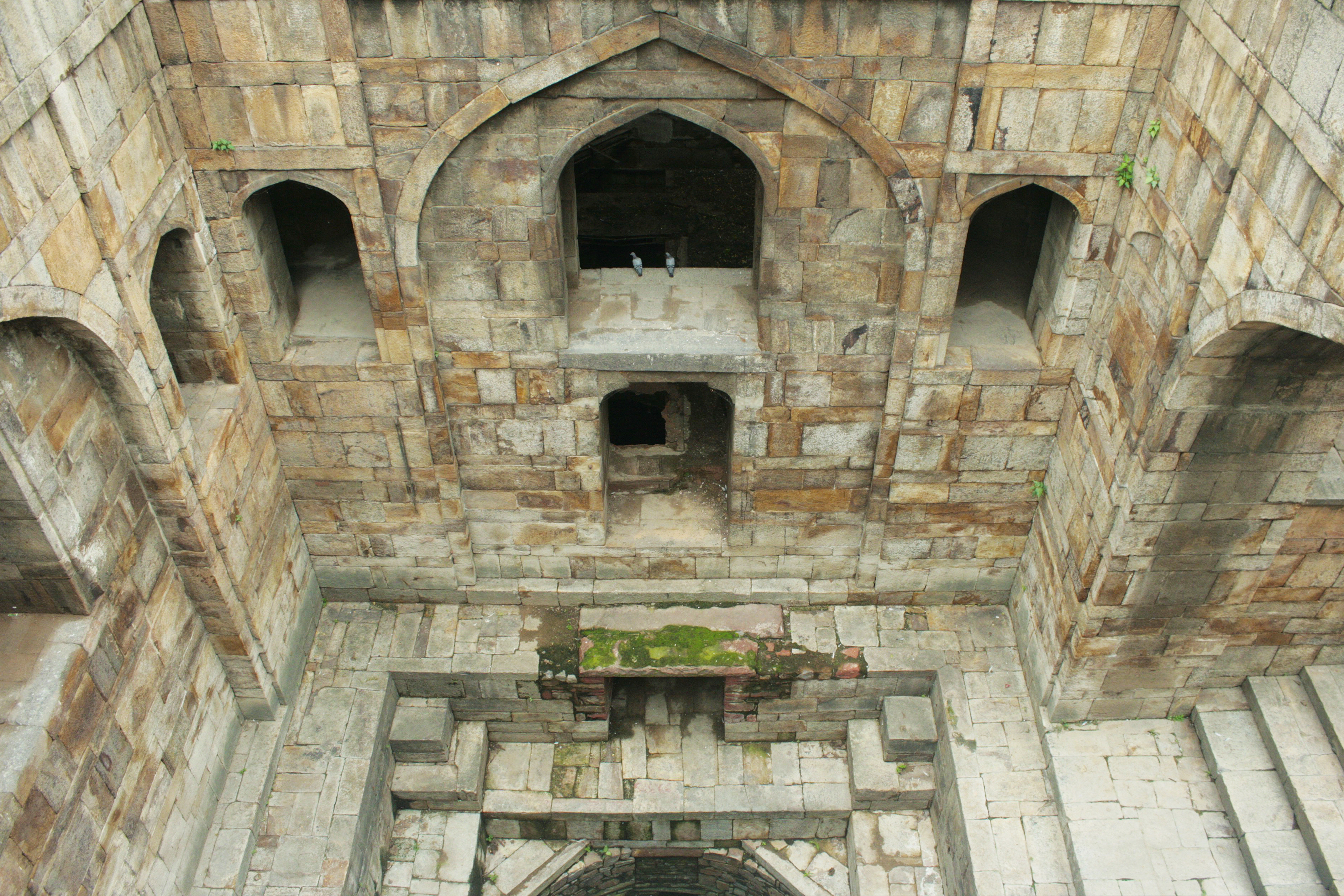
阶井
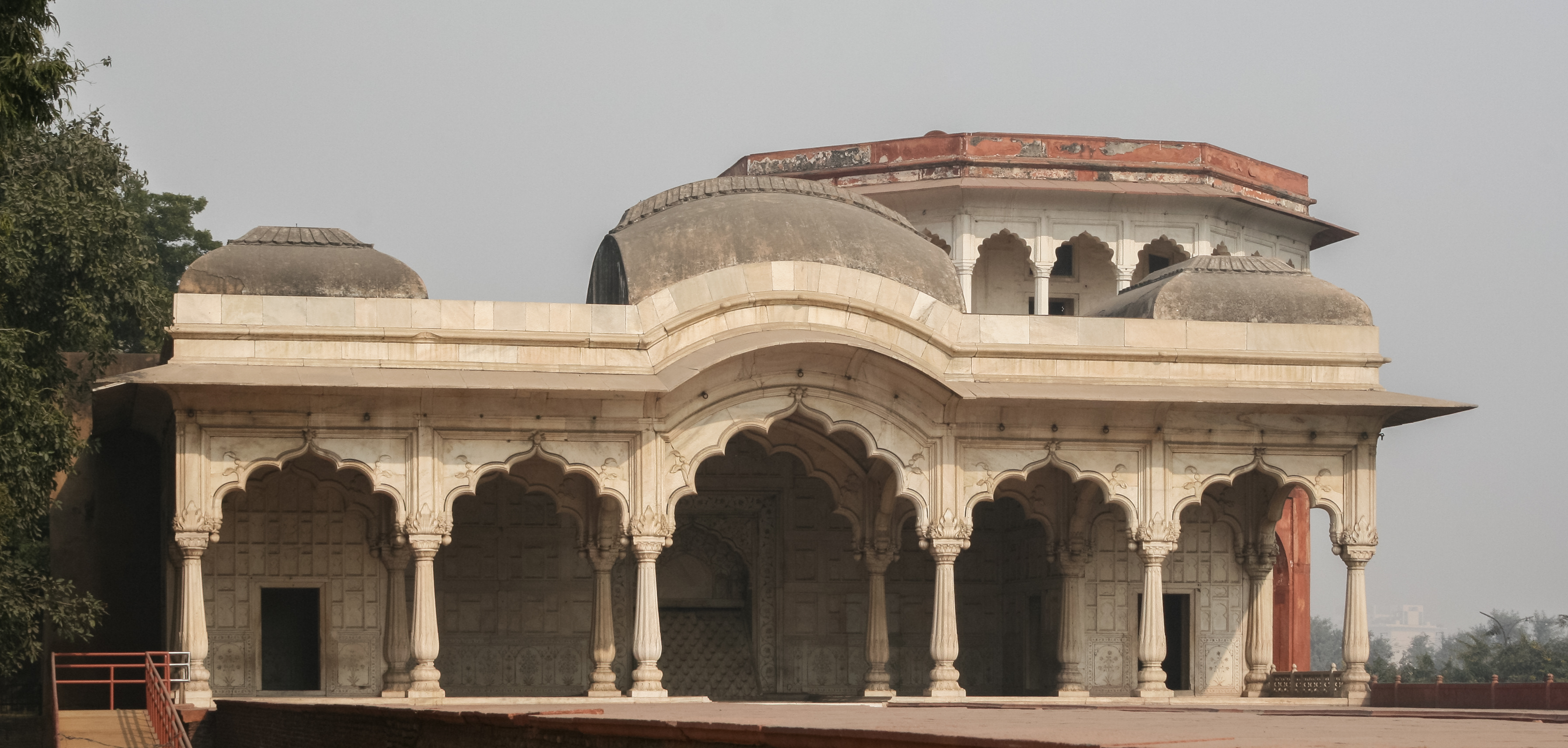
帝王塔
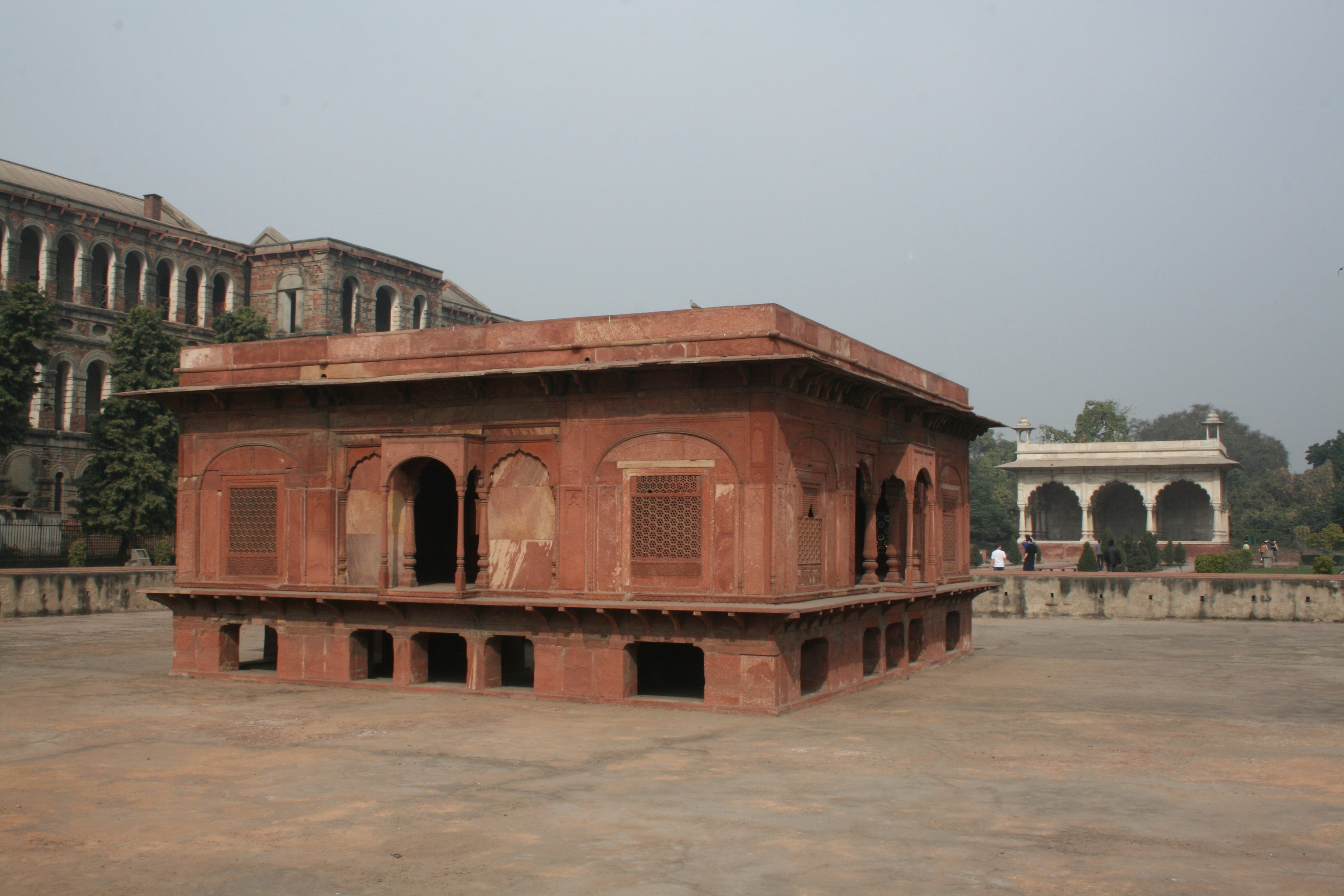
Red Zafar Mahal and white

## 外部連接
- 维基共享资源上的相關多媒體資源：德里红堡
- Delhi Tourism | Red Fort
- OpenStreetMap上有關德里红堡的地理

Template:德里地标